# Districtul Lučenec

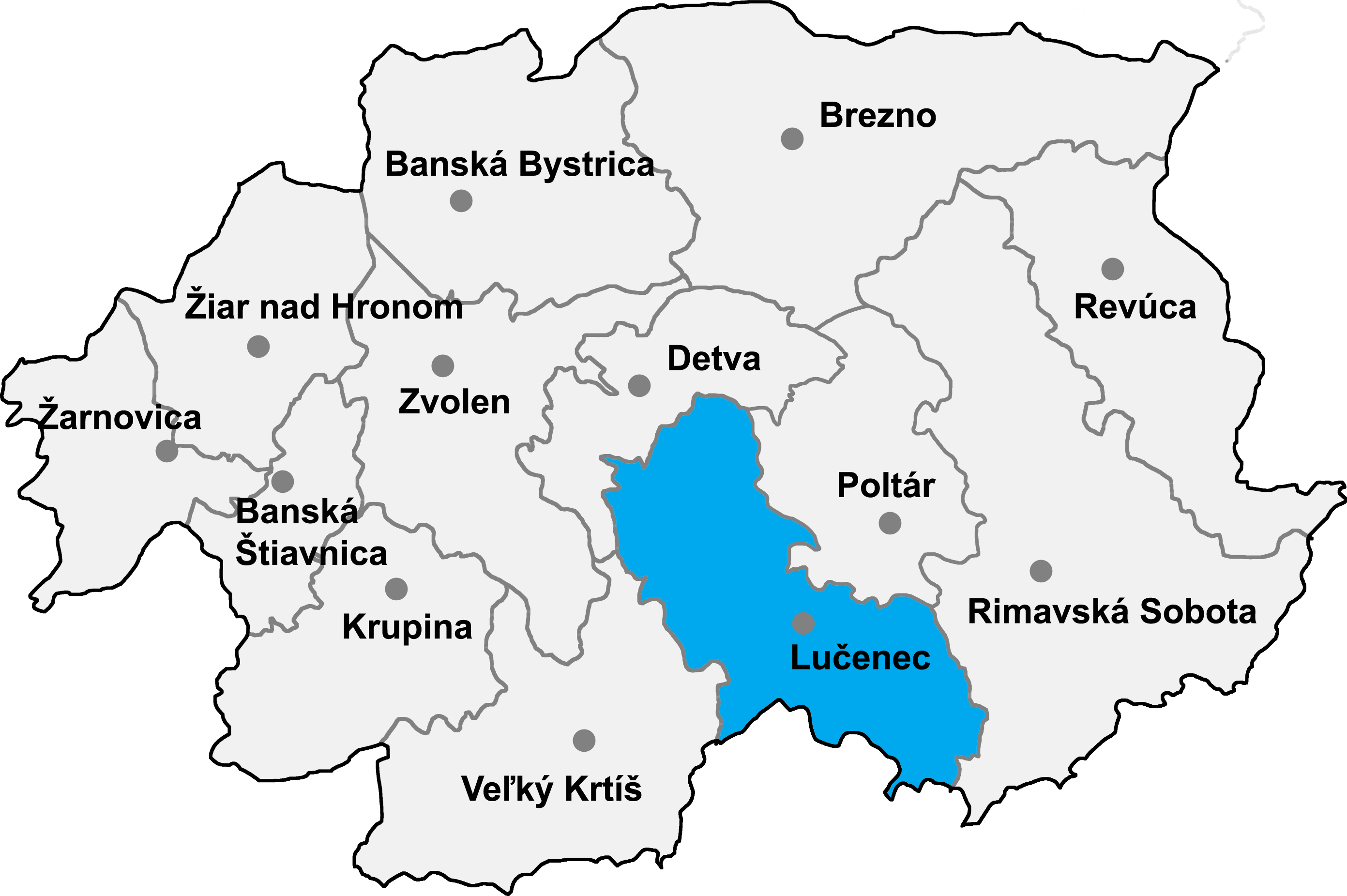
Districtul Lučenec

Districtul Lučenec (okres Lučenec) este un district în Slovacia centrală, în Regiunea Banská Bystrica.

## Demografie
| An:                | 1994   | 2004   | 2014   | 2024   |
| ------------------ | ------ | ------ | ------ | ------ |
| Număr de persoane: | 73.470 | 73.287 | 74.401 | 68.623 |
| Diferență:         |        | −0,24% | +1,52% | −7,76% |

| An:                | 2023   | 2024   |
| ------------------ | ------ | ------ |
| Număr de persoane: | 69.018 | 68.623 |
| Diferență:         |        | −0,57% |

## Comune
- Ábelová
- Belina
- Biskupice
- Boľkovce
- Budiná
- Bulhary
- Buzitka
- Čakanovce
- Čamovce
- Divín
- Dobroč
- Fiľakovo
- Fiľakovské Kováče
- Gregorova Vieska
- Halič
- Holiša
- Jelšovec
- Kalonda
- Kotmanová
- Lehôtka
- Lentvora
- Lipovany
- Lovinobaňa
- Ľuboreč
- Lučenec
- Lupoč
- Mašková
- Mikušovce
- Mučín
- Mýtna
- Nitra nad Ipľom
- Nové Hony
- Panické Dravce
- Píla
- Pinciná
- Pleš
- Podrečany
- Polichno
- Praha
- Prša
- Radzovce
- Rapovce
- Ratka
- Ružiná
- Šávoľ
- Šiatorská Bukovinka
- Šíd
- Stará Halič
- Šurice
- Točnica
- Tomášovce
- Trebeľovce
- Trenč
- Tuhár
- Veľká nad Ipľom
- Veľké Dravce
- Vidiná